# Filippo Neviani (album)
Filippo Neviani è l'undicesimo album in studio del cantautore italiano Nek, pubblicato il 16 aprile 2013 dalla Warner Music Italy.

## Descrizione
Il titolo dell'album è il nome di battesimo dell'artista ed è stato dedicato al padre (scomparso nel giugno del 2012), che avrebbe sempre voluto vedere il cognome di famiglia su un album del figlio.
Il disco è stato anticipato dal singolo Congiunzione astrale, uscito il 22 marzo 2013, e da La mitad de nada, in duetto con Sergio Dalma e uscito l'8 aprile per il mercato spagnolo. Tutte le tracce dell'album sono state suonate da Nek.
Filippo Neviani è inoltre il primo album a non presentare collaborazioni con lo storico paroliere di Nek, Antonello De Sanctis, oltre a Daniele Ronda e Sergio Vinci. Sono infatti presenti collaborazioni con i parolieri Federica Camba, Daniele Coro, Marco Baroni e Andrea Amati.

## Tracce

### Edizione italiana
1. Hey Dio – 3:49 (testo: Nek, Marco Baroni – musica: Nek)
2. Congiunzione astrale – 4:07 (Federica Camba, Daniele Coro)
3. Dentro l'anima – 4:06 (testo: Nek, Marco Baroni – musica: Nek)
4. La metà di niente – 3:35 (Nek, Federica Camba, Daniele Coro)
5. Soltanto te – 3:48 (testo: Federica Camba, Daniele Coro – musica: Nek)
6. Io no mai – 3:24 (testo: Nek, Marco Baroni – musica: Nek)
7. Uno come me – 3:21 (testo: Nek, Federica Camba, Daniele Coro – musica: Nek)
8. Verrà il tempo – 3:36 (testo: Nek, Marco Baroni – musica: Nek)
9. Dammi di più – 3:17 (testo: Nek, Andrea Amati – musica: Andrea Amati)
10. Il mondo tra le mani – 3:38 (testo: Nek, Marco Baroni – musica: Nek)

Traccia bonus digitale
1. La mitad de nada (Duet with Sergio Dalma) – 3:35 (Nek, Federica Camba, Daniele Coro; adattamento spagnolo: Mila Ortiz Martin)

### Edizione spagnola
1. Hey Dios – 3:49 (testo: Nek, Marco Baroni; adattamento spagnolo: Mila Ortiz Martin – musica: Nek)
2. Conjunción astral – 4:00 (Federica Camba, Daniele Coro; adattamento spagnolo: Mila Ortiz Martin)
3. Dentro de tu alma – 4:04 (testo: Nek, Marco Baroni; adattamento spagnolo: Mila Ortiz Martin – musica: Nek)
4. La mitad de nada (Duet with Sergio Dalma) – 3:35 (Nek, Federica Camba, Daniele Coro; adattamento spagnolo: Mila Ortiz Martin)
5. Sólo tú – 3:47 (testo: Federica Camba, Daniele Coro; adattamento spagnolo: Mila Ortiz Martin – musica: Nek)
6. Yo nunca – 3:23 (testo: Nek, Marco Baroni; adattamento spagnolo: Mila Ortiz Martin – musica: Nek)
7. Uno como yo – 3:22 (testo: Nek, Federica Camba, Daniele Coro; adattamento spagnolo: Mila Ortiz Martin – musica: Nek)
8. Llega el tiempo – 3:36 (testo: Nek, Marco Baroni; adattamento spagnolo: Mila Ortiz Martin – musica: Nek)
9. Dame más – 3:17 (testo: Nek, Andrea Amati; adattamento spagnolo: Mila Ortiz Martin – musica: Andrea Amati)
10. El mundo entre tus manos – 3:38 (testo: Nek, Marco Baroni; adattamento spagnolo: Mila Ortiz Martin – musica: Nek)

## Formazione
Musicisti
- Filippo Neviani – voce, chitarra, basso, tastiera, batteria, arrangiamenti
- Dado Parisini – arrangiamenti

Produzione
- Filippo Neviani, Dado Parisini – produzione
- Alfredo Cerruti – produzione esecutiva
- Serena Baer – assistenza alla produzione
- Daniele Lanzara – assistenza tecnica
- Max "MC" Costa – registrazione
- Antonio Baglio – mastering

## Classifiche
| Classifica (2013) | Posizione massima |
| ----------------- | ----------------- |
| Belgio (Vallonia) | 145               |
| Italia            | 2                 |
| Spagna            | 30                |
| Svizzera          | 16                |

## Premi e riconoscimenti
Con questo album Nek è stato annunciato tra i vincitori del "Premio Lunezia 2014" classificando l'album nella categoria Pop Rock.